# Rockabilly Blues
Rockabilly Blues je album Johnnyja Casha, objavljen 1980. u izdanju Columbia Recordsa. To je kolekcija pjesama u rockabilly stilu. Najpoznatiji brojevi su "Cold Lonesome Morning", koja je postigla manji uspjeh na ljestvicama (53. na ljestvici country singlova), "Without Love", njegova posinka Nicka Lowea, te obrada "The Twentieth Century is Almost Over". Prve dvije spomenute pjesme bile su jedini singlovi s albuma, iako "Without Love" nije postigla značajniji uspjeh sa 78. pozicijom. "The Twentieth Century is Almost Over" kasnije su obradili Cash, Waylon Jennings, Willie Nelson i Kris Kristofferson kao članovi supergrupe The Highwaymen, na svojem prvom albumu Highwayman, iako je obrada u biti duet s Nelsonom.

## Popis pjesama
1. "Cold Lonesome Morning" (Cash) – 3:21
2. "Without Love" (Nick Lowe) – 2:26
  - S Nickom Loweom i Daveom Edmundsom
3. "W-O-M-A-N" (Cash) – 3:21
4. "The Cowboy Who Started the Fight" (Billy Joe Shaver) – 3:46
5. "The Twentieth Century is Almost Over" (Steve Goodman/John Prine) – 3:38
6. "Rockabilly Blues (Texas 1955)" (Cash) – 3:18
7. "The Last Time" (Kris Kristofferson) – 3:12
8. "She's a Go-er" (Cash) – 2:28
9. "It Ain't Nothing New Babe" (Shaver) – 4:02
10. "One Way Rider" (Rodney Crowell) – 3:16
  - S June Carter Cash

## Izvođači
- Johnny Cash - vokali, gitara
- Bob Wootton, Peter Wade, Clifford Parker - električna gitara
- Martin Belmont, Jerry Hensley, Jack Routh, Marty Stuart - gitara
- Jack Clement - dobro, gitara, producent
- Dave Kirby - akustična gitara, gitara
- Billy Joe Shaver - gitara
- Bobby Thompson - akustična gitara, bendžo
- Dave Edmunds - gitara, tehničar
- W.S. Holland, Jerry Carrigan, Larrie Londin, Kenny Malone, Pete Thomas - bubnjevi
- Earl Ball - klavir, producent
- Philip Donnelly, Daniel Sarenana, John Willis - limena glazba
- Joseph Allen, Joe Osborn - električni bas
- Nick Lowe - električni bas, producent
- Irving Kane - trombon
- June Carter Cash - vokali

## Ljestvice
Singlovi - Billboard (Sjeverna Amerika)
| Godina | Singl                   | Ljestvica        | Pozicija |
| ------ | ----------------------- | ---------------- | -------- |
| 1980.  | "Cold Lonesome Morning" | Country singlovi | 53       |
| 1981.  | "Without Love"          | Country singlovi | 78       |

## Vanjske poveznice
- Podaci o albumu i tekstovi pjesama